# Sunny (高岡亜衣のアルバム)
Sunny（サニー）は高岡亜衣の1枚目のアルバム。

## 収録曲
全作詞:高岡亜衣
1. 人生はParadise!
作曲･編曲:徳永暁人
2. La La La
作曲:高岡亜衣 編曲:小林哲
3. 光と風と君の中で（Album Ver.）
作曲:大野愛果 編曲:池田大介
4. Oh baby, 君に幸あれ!
作曲:高岡亜衣 編曲：DJ ME-YA
5. control the sun
作曲:高岡亜衣 編曲:豊田稔
6. ヒトスジノヒカリ
作曲:後藤康二 編曲:大島こうすけ
7. SAMRAI JOKER
作曲:増崎孝司 編曲:増崎孝司･大島こうすけ
8. 好きだから会いたいのに
作詞･作曲:高岡亜衣 編曲:小林哲
9. 君の傍で（Album Ver.）
作曲:大野愛果 編曲:徳永暁人
10. イイ感じのYou & Me
作曲:輝門 編曲:豊田稔
11. 君の笑顔を見ると嬉しくなる 君の涙を見ると切なくなる
作曲:高岡亜衣 編曲:岡本仁志

## 参加ミュージシャン
- 高岡亜衣 - ボーカル、ギター
  - 岡本仁志(GARNET CROW) - ギター
  - 後藤康二 - ギター
  - 増崎孝司(DIMENSION) - ギター
  - 大田紳一郎(doa) - コーラス
  - 寺島良一 - ディレクター
  - 新津健二 - ベース